# Bob Howard
Bob Howard – amerykański narciarz, specjalista narciarstwa dowolnego. Nie startował na żadnych mistrzostwach świata ani na igrzyskach olimpijskich. Najlepsze wyniki w Pucharze Świata osiągnął w sezonie 1980/1981, kiedy to zajął 14. miejsce w klasyfikacji generalnej, a w klasyfikacji baletu narciarskiego był pierwszy. W sezonie 1979/1980 również wywalczył małą kryształową kulę w klasyfikacji baletu.
W 1981 r. zakończył karierę.

## Sukcesy

### Puchar Świata

#### Miejsca w klasyfikacji generalnej
- 1979/1980 – 15.
- 1980/1981 – 14.

#### Miejsca na podium
1. Poconos – 9 stycznia 1980 (Balet narciarski) – 1. miejsce
2. Poconos – 10 stycznia 1980 (Balet narciarski) – 1. miejsce
3. Oberjoch – 1 marca 1980 (Balet narciarski) – 1. miejsce
4. Tignes – 13 marca 1980 (Balet narciarski) – 1. miejsce
5. Whistler – 29 marca 1980 (Balet narciarski) – 1. miejsce
6. Livigno – 17 stycznia 1981 (Balet narciarski) – 1. miejsce
7. Tignes – 23 stycznia 1981 (Balet narciarski) – 1. miejsce
8. Laax – 31 stycznia 1981 (Balet narciarski) – 1. miejsce
9. Seefeld in Tirol – 9 lutego 1981 (Balet narciarski) – 2. miejsce
10. Oberjoch – 14 lutego 1981 (Balet narciarski) – 1. miejsce
11. Mont-Sainte-Anne – 28 lutego 1981 (Balet narciarski) – 1. miejsce
12. Poconos – 14 marca 1981 (Balet narciarski) – 1. miejsce
13. Poconos – 15 marca 1981 (Balet narciarski) – 1. miejsce
14. Calgary – 21 marca 1981 (Balet narciarski) – 1. miejsce

- W sumie 13 zwycięstw i 1 drugie miejsce.